# Pardosa tenuipes
Pardosa tenuipes är en spindelart som beskrevs av Ludwig Carl Christian Koch 1882. Pardosa tenuipes ingår i släktet Pardosa och familjen vargspindlar. Inga underarter finns listade i Catalogue of Life.